# Олійник Олександра Степанівна
Олександра Степанівна Олійник — український музикознавець, кандидат мистецтвознавства, заслужений діяч мистецтв України.

## Життєпис
Закінчила Київську державну консерваторію (1969), аспірантуру Інститут мистецтвознавства, фольклору та етнології імені Максима Рильського НАН України (1972).

## Громадська діяльність
- Член Комітету з Національної премії України імені Тараса Шевченка (з грудня 2016).[1]
- Член оргкомітету Всеукраїнської відкритої музичної олімпіади "Голос Країни"[2].
- Член оргкомітету Всеукраїнського відкритого конкурсу піаністів імені С.С. Прокоф’єва «Piano.ua»[3].